# Cyklistická trasa 3063

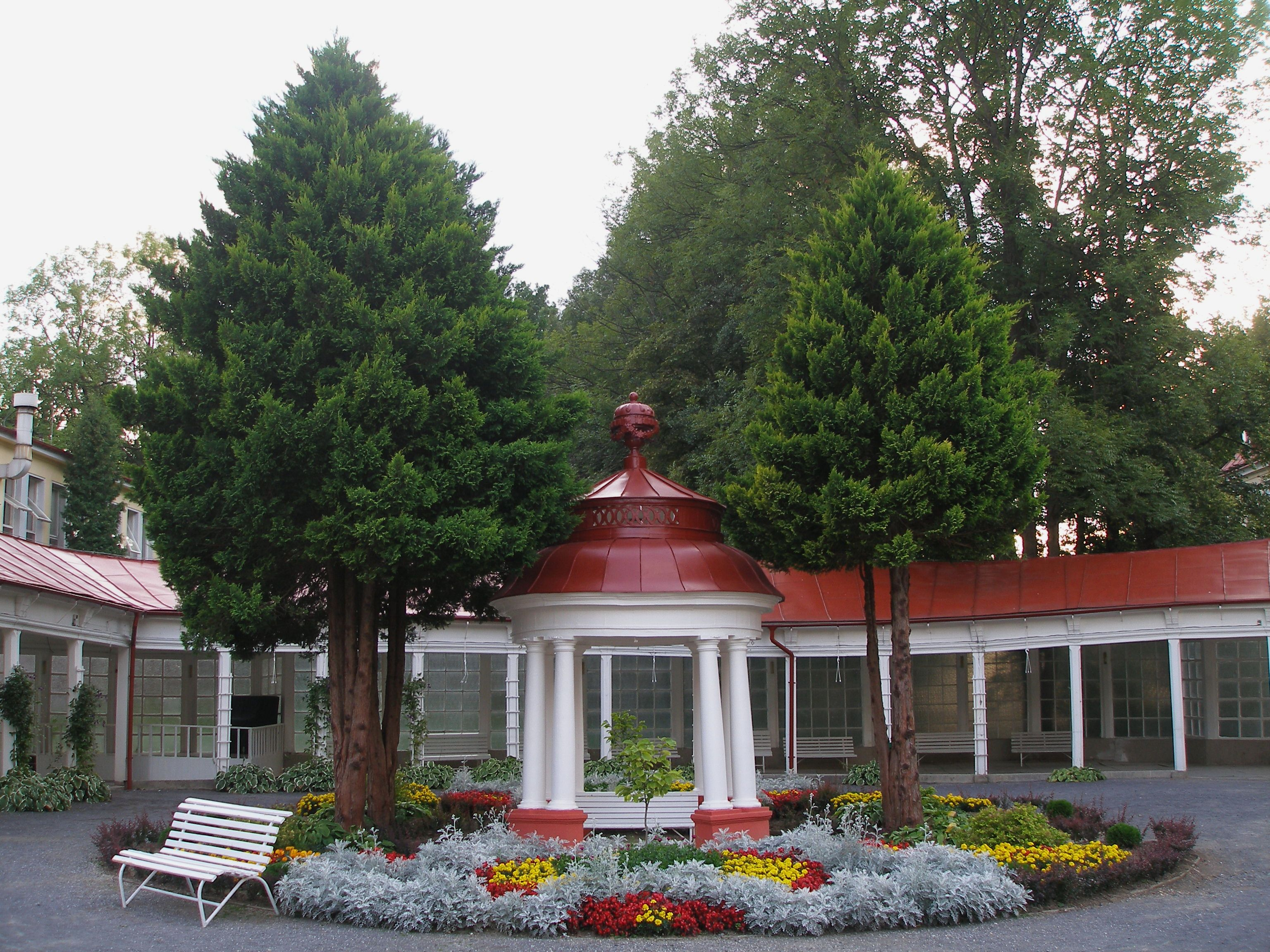
Cyklotrasa začíná na libverdské kolonádě

Cyklistická trasa 3063 je značená cyklotrasa spojující Lázně Libverdu s Raspenavou.

## Popis trasy
Trasa začíná na lázeňské kolonádě v Lázních Libverdě. Odtud společně s cyklistickou trasou číslo 3006 pokračuje západním směrem po silnici III/29013 (kolem libverdského Lázeňského rybníka) na její křižovatku se silnicí III/29014. Obě trasy po této komunikaci pokračují směrem k severu, míjejí rybník Petr v obci Peklo, za nímž se ostře lomí k západu. Spolu pokračují až k silnici III/29011 severně od Luhu. Zde se obě trasy dělí; zatímco trasa 3006 pokračuje severovýchodním směrem, trasa 3063 odtud pokračuje směrem opačným – jihozápadně k Luhu, kde na křížení s cyklotrasou číslo 3016 poblíž mostu přes Smědou končí.